# كريس مولين (كرة سلة)
كريس مولين (بالإنجليزية: Chris Mullin) مواليد 30 يوليو 1963 في بروكلين، هو لاعب كرة سلة أمريكي سابق أصبح مدرباً بدأ مسيرته الاحترافية في سنة 1985. يبلغ طوله 6 قدم 6 بوصة (2.0 م). مثّل منتخب بلاده. شارك في مسابقة كرة السلة في الألعاب الأولمبية الصيفية. اعتزل اللعب في 2001.

## فرق لعب لها
- غولدن ستايت ووريورز
- إنديانا بايسرز
- غولدن ستايت ووريورز

## الميداليات
| الميدالية | المسابقة                       |
| --------- | ------------------------------ |
| ذهبية     | الألعاب الأولمبية الصيفية 1984 |
| ذهبية     | الألعاب الأولمبية الصيفية 1992 |

## روابط خارجية
- كريس مولين على موقع الاتحاد الدولي لكرة السلة (الإنجليزية)
- كريس مولين على موقع إن بي أي (الإنجليزية)
- كريس مولين على موقع سبورتس رفرنس (الإنجليزية)
- كريس مولين على موقع كرة السلة الأوروبية.كوم (الإنجليزية)
- كريس مولين على موقع كلية كرة السلة في سبورتس رفرنس.كوم (الإنجليزية)
- كريس مولين على موقع ريلجم (الإنجليزية)
- كريس مولين على موقع بروبوليرز (الإنجليزية)
- كريس مولين على موقع قاعة المشاهير الجامعة الوطنية لكرة السلة (الإنجليزية)
- كريس مولين على موقع كلية كرة السلة في سبورتس رفرنس.كوم (الإنجليزية)
- كريس مولين على موقع سبورتس رفرنس (الإنجليزية)